# Steffin McCarter
Steffin McCarter (né le 19 janvier 1997) est un athlète américain, spécialiste du saut en longueur.

## Biographie
En 2019, Steffin McCarter atteint la finale des championnats du monde de Doha mais mord ses trois essais en finale.
Troisième des sélections olympiques américaines 2020, il participe aux Jeux olympiques de Tokyo en 2021, échouant dès les qualifications.
Il se classe 5e des championnats du monde 2022 à Eugene avec la marque de 8,04 m.

## Palmarès
| Date | Compétition           | Lieu   | Résultat | Marque |
| ---- | --------------------- | ------ | -------- | ------ |
| 2019 | Championnats du monde | Doha   | 12e      | NM     |
| 2022 | Championnats du monde | Eugene | 5e       | 8,04 m |

## Records
| Épreuve          | Épreuve   | Marque | Lieu    | Date            |
| ---------------- | --------- | ------ | ------- | --------------- |
| Saut en longueur | Plein air | 8,26 m | Austin  | 6 mars 2021     |
| Saut en longueur | En salle  | 8,10 m | Clemson | 14 janvier 2022 |